# Seleção Belga de Hóquei sobre a grama masculino
A Seleção Belga de Hóquei Sobre a Grama Masculino é a equipe nacional que representa a Bélgica em competições internacionais de hóquei sobre a grama. A seleção é gerenciada pela Associação Belga Real de Hóquei.
As campanhas de maior destaque da equipe foram a conquista da Copa do Mundo de Hóquei sobre a Grama de 2018 em Bubanesvar e dos Jogos Olímpicos de Verão de 2020 em Tóquio. Em diferentes ocasiões ocuparam a primeira colocação do ranking mundial.

## História
O hóquei foi introduzido na Bélgica em 1902. O primeiro clube do país foi fundado em 1904. Em 1907, vários clubes estabeleceram a Associação Belga de Hóquei. A Bélgica jogou sua primeira partida internacional contra a seleção alemã e foi um dos membros fundadores da Federação Internacional de Hóquei (FIH).

## Desempenho
| Hóquei sobre a grama nos Jogos Olímpicos | Hóquei sobre a grama nos Jogos Olímpicos | Hóquei sobre a grama nos Jogos Olímpicos | Hóquei sobre a grama nos Jogos Olímpicos | Hóquei sobre a grama nos Jogos Olímpicos | Hóquei sobre a grama nos Jogos Olímpicos | Hóquei sobre a grama nos Jogos Olímpicos | Hóquei sobre a grama nos Jogos Olímpicos | Hóquei sobre a grama nos Jogos Olímpicos | Hóquei sobre a grama nos Jogos Olímpicos |
| Ano                                      | Resultado                                | Posição                                  | J                                        | V                                        | E                                        | D                                        | GP                                       | GC                                       |                                          |
| ---------------------------------------- | ---------------------------------------- | ---------------------------------------- | ---------------------------------------- | ---------------------------------------- | ---------------------------------------- | ---------------------------------------- | ---------------------------------------- | ---------------------------------------- | ---------------------------------------- |
| 1908                                     | Não participou                           | Não participou                           | Não participou                           | Não participou                           | Não participou                           | Não participou                           | Não participou                           | Não participou                           |                                          |
| 1912                                     | Não qualificado                          | Não qualificado                          | Não qualificado                          | Não qualificado                          | Não qualificado                          | Não qualificado                          | Não qualificado                          | Não qualificado                          |                                          |
| 1920                                     | Bronze                                   | 3º                                       | 3                                        | 1                                        | 0                                        | 2                                        | 6                                        | 19                                       |                                          |
| 1924                                     | Não qualificou                           | Não qualificou                           | Não qualificou                           | Não qualificou                           | Não qualificou                           | Não qualificou                           | Não qualificou                           | Não qualificou                           |                                          |
| 1928                                     | Quarto lugar                             | 4º                                       | 5                                        | 3                                        | 0                                        | 2                                        | 8                                        | 12                                       |                                          |
| 1932                                     | Não participou                           | Não participou                           | Não participou                           | Não participou                           | Não participou                           | Não participou                           | Não participou                           | Não participou                           |                                          |
| 1936                                     | Fase de grupos                           | 9º                                       | 3                                        | 0                                        | 2                                        | 1                                        | 5                                        | 8                                        |                                          |
| 1948                                     | Fase de grupos                           | 5º                                       | 4                                        | 2                                        | 0                                        | 2                                        | 6                                        | 8                                        |                                          |
| 1952                                     | Segunda fase                             | 9º                                       | 2                                        | 1                                        | 0                                        | 1                                        | 6                                        | 1                                        |                                          |
| 1956                                     | Fase de grupos                           | 7º                                       | 3                                        | 0                                        | 1                                        | 2                                        | 0                                        | 5                                        |                                          |
| 1960                                     | Fase de grupos                           | 11º                                      | 5                                        | 1                                        | 1                                        | 3                                        | 7                                        | 9                                        |                                          |
| 1964                                     | Fase de grupos                           | 11º                                      | 7                                        | 2                                        | 2                                        | 3                                        | 10                                       | 13                                       |                                          |
| 1968                                     | Fase de grupos                           | 9º                                       | 8                                        | 4                                        | 1                                        | 3                                        | 17                                       | 9                                        |                                          |
| 1972                                     | Fase de grupos                           | 10º                                      | 8                                        | 2                                        | 1                                        | 5                                        | 9                                        | 16                                       |                                          |
| 1976                                     | Fase de grupos                           | 9º                                       | 6                                        | 3                                        | 0                                        | 3                                        | 11                                       | 19                                       |                                          |
| 1980                                     | Não qualificou                           | Não qualificou                           | Não qualificou                           | Não qualificou                           | Não qualificou                           | Não qualificou                           | Não qualificou                           | Não qualificou                           |                                          |
| 1984                                     | Não qualificou                           | Não qualificou                           | Não qualificou                           | Não qualificou                           | Não qualificou                           | Não qualificou                           | Não qualificou                           | Não qualificou                           |                                          |
| 1988                                     | Não qualificou                           | Não qualificou                           | Não qualificou                           | Não qualificou                           | Não qualificou                           | Não qualificou                           | Não qualificou                           | Não qualificou                           |                                          |
| 1992                                     | Não qualificou                           | Não qualificou                           | Não qualificou                           | Não qualificou                           | Não qualificou                           | Não qualificou                           | Não qualificou                           | Não qualificou                           |                                          |
| 1996                                     | Não qualificou                           | Não qualificou                           | Não qualificou                           | Não qualificou                           | Não qualificou                           | Não qualificou                           | Não qualificou                           | Não qualificou                           |                                          |
| 2000                                     | Não qualificou                           | Não qualificou                           | Não qualificou                           | Não qualificou                           | Não qualificou                           | Não qualificou                           | Não qualificou                           | Não qualificou                           |                                          |
| 2004                                     | Não qualificou                           | Não qualificou                           | Não qualificou                           | Não qualificou                           | Não qualificou                           | Não qualificou                           | Não qualificou                           | Não qualificou                           |                                          |
| 2008                                     | Fase de grupos                           | 9º                                       | 6                                        | 2                                        | 1                                        | 3                                        | 12                                       | 13                                       |                                          |
| 2012                                     | Fase de grupos                           | 5º                                       | 6                                        | 3                                        | 1                                        | 2                                        | 13                                       | 9                                        |                                          |
| 2016                                     | Vice-campeão                             | 2º                                       | 8                                        | 6                                        | 0                                        | 2                                        | 29                                       | 11                                       |                                          |
| 2020                                     | Campeão                                  | 1º                                       | 8                                        | 6                                        | 2                                        | 0                                        | 35                                       | 13                                       |                                          |
| Total                                    | Melhor: Campeão                          | 15/25                                    | 82                                       | 36                                       | 12                                       | 34                                       | 174                                      | 163                                      |                                          |